# Karlheinz Senghas
Karlheinz Senghas (Stuttgart, 7 april 1928 – 4 februari 2004) was een Duitse botanicus.
Senghas studeerde biologie aan de Ruprecht-Karls-Universität Heidelberg in Heidelberg. Hij promoveerde bij hoogleraar Werner Rauh, die hem een aanstelling aan Heidelberger Institut für Pflanzenwissenschaften bezorgde. De twee botanici werkten gedurende meer dan drie decennia samen.
In 1960 werd Senghas conservator en wetenschappelijk directeur van Botanischer Garten Heidelberg, wat hij bleef tot aan zijn pensioen in 1993. Hij specialiseerde zich in orchideeën. Bij zijn aantreden waren er circa 400 soorten orchideeën die werden gecultiveerd in de botanische tuin. Bij zijn pensioen was dit aantal gegroeid tot 6000. Om orchideeën toe te voegen aan de collectie van de botanische tuin ondernam hij studiereizen naar natuurlijke habitats en diverse botanische tuinen en herbaria in de wereld.
Senghas wordt gezien als een autoriteit op het gebied van orchideeën en heeft circa 300 publicaties over deze planten op zijn naam staan. Hij heeft meerdere botanische namen van orchideeën (mede)gepubliceerd, waaronder Angraecum longicalcar, Chondroscaphe chestertonii, Coryanthes gerlachiana en Paphiopedilum sukhakulii. De orchideeëngeslachten Senghasia en Senghasiella zijn naar hem vernoemd. Günter Gerlach eerde hem door Coryanthes senghasiana naar hem ter vernoemen.